# Aliens versus Predator 2
Aliens Versus Predator 2 ist ein Science-Fiction Ego-Shooter entwickelt von Monolith Productions. Es erschien im Oktober 2001 für Windows und im Juli 2003 für macOS. Es stellt den Nachfolger von Aliens Versus Predator dar. Beides Spiele sind Teil der Aliens versus Predator Crossover Serie. 2002 erschien mit Aliens Versus Predator 2: Primal Hunt eine Erweiterung, die von Third Law Interactive entwickelt wurde. Eine Gold-Edition verband das Hauptspiel mit dem Addon in einem Gesamtpaket. Ein Reboot der Shooter-Serie erschien unter dem Titel Aliens vs. Predator.

## Spielprinzip
Wie im Vorgänger kann der Spieler in die Rolle des Alien, Predator und einem menschlichen Colonial Marine schlüpfen. Die Fähigkeit des Aliens ist das Klettern an Wänden und Decken. Zudem nimmt es keinen Fallschaden und ist schneller als alle anderen Spielfiguren. Als Predator hat der Spiele eine Reihe von Waffen zur Verfügung. Es besitzt einen Tarngerät, mehrere Sichtmodi und besitzt ein Gerät um sich zu regenerieren. Als Colonial Marine besitzt man eine Schutzweste. Eingesetzt werden Nachtsichtgeräte, Taschenlampen und Fackeln um in dunklen Arealen zu sehen.

## Handlung
Im Gegensatz zum Vorgänger sind die Handlungsstränge aller drei Spielcharaktere miteinander verwoben. Zeitlich ist das Spiel 50 Jahre nach den Ereignissen von Alien 3 angesiedelt. Basierend auf dem Flugschreiber des abgestürzten Raumschiffs auf LV-426, wo zum ersten Mal Eier der Alien Spezies entdeckt wurden, findet der Weyland-Yutani Konzern einen Planeten LV-1201 mit Ruinen einer außerirdischen Zivilisation, die von Aliens befallen sind. Auf diesem Planeten errichtet Weyland-Yutani eine Forschungsstation.
Der menschliche Charakter Corporal Andrew "Frosty" Harrison ist auf dem Raumschiff USS Verloc stationiert. Da der Kontakt mit der Forschungsstation abbrach, werden die Colonial Marines zur Aufklärung geschickt. Der Spieler bekämpft Aliens und rettet verschollene Marines. Dabei verursacht der Spieler den Ausbruch von Aliens, wird kurzzeitig eingesperrt, öffnet unwissentlich das Gefängnis des Predators und bekämpft Alien/Predator-Hybride. Der Spieler birgt einen Datenträger, der die illegalen Aktivitäten auf dem Planeten dokumentiert, stößt zu seinem Squad und entkommt dem Planeten.
Als Predator wird man mit zwei weiteren Predatoren auf LV-1201 von Menschen gefangen genommen. Nach dem Ausbruch müssen die Waffen wiedergefunden werden und dabei Menschen und Aliens bekämpft werden. Der Söldneranführer Rykov, dem man Jahre zuvor bereits begegnet, stellt den Endgegner dar.
Das Alien startet seinen Lebenszyklus als Facehugger, bis es einen Sicherheitsbeamten trifft, den es überwältigen kann, um seinen Embryo zu implantieren. Das nächste Stadium ist der Chestburster als welcher man auf der Suche nach Nahrung zur adulten Form heranwächst. Während der Kämpfe innerhalb der Forschungseinrichtung lässt man weitere Artgenossen frei, so dass diese überrannt wird. Eine Sprengung des Nestes wird verhindert. Der Gegenspieler Dr. Eisenberg wird gefangen genommen und eingewoben. Es stellt sich heraus, dass er ein Android ist.

## Rezeption
Der Shooter sei durch drei unterschiedlichen Hauptfiguren äußerst abwechslungsreich. Die Kampagne sei filmreif inszeniert und insbesondere als Marine sehr spannend. Die Szenerie sei albtraumhaft. Die Entschärfung der Gewaltszenen in der deutschen Version schade dem Spielspaß nicht. Im Mehrspielermodus sorgen die zahlreichen einstellbaren Optionen für Abwechslung. AvP 2 stelle einen würdigen Nachfolger des Kult-Shooters dar. Die LithTech überzeuge grafisch. Der Flair der Kinofilme werde gut eingefangen. Der Schwierigkeitsgrad sei sehr hoch, jedoch darf frei gespeichert werden. Die KI der Gegner überzeuge hingegen nicht. Die Skriptsequenzen böten Grusel und Schocksequenzen mit wenig Verschnauffspausen. Die Game-Engine liefe zwar besser als No One Lives Forever, aber deutlich weniger flüssig als Konkurrenzprodukte. Die Geräuschkulisse und die aufreibende Orchestermusik sei brillant. Die Inszenierung nervenzerreißend, wobei die Predator-Kampagne einen Schwachpunkt darstelle. Die Grafik-Engine überrasche wenig, funktioniere jedoch gut im düsteren Szenario. Die zensierte deutsche Version sei nicht empfehlenswert, da sie neben sinnentstellender Gewaltreduktion auch zahlreiche Übersetzungsfehler enthält.

## Primal Hunt
Die Erweiterung Aliens vs. Predator 2: Primal Hunt spielt 500 Jahre vor den Ereignissen im Hauptprogramm. Auf dem Planeten LV-1201 wird ein mysteriöses Artefakt von einem Predator gefunden. Kurz darauf wird dieser Predator zusammen mit einem Facehugger in einem Stasisfeld eingeschlossen. Erst 500 Jahre später wird dieses Kraftfeld durch die Bemühungen einiger Söldner von der Erde deaktiviert und der Kampf um das Artefakt beginnt.

### Rezeption
Die Missionen seien lieblos gestaltet. Das Horror-Schock-Szenario aus dem Hauptspiel werden gegen stumpfes Abschießen dutzender Gegner auf einmal reduziert. Es erinnere stärker an Serious Sam. Spannung, Ungewissheit und Gänsehaut fehlen. Die Spielzeit sei gering. Der Schwierigkeitsgrad künstlich hoch. Das Spiel sei zäh und nervig.